# Шиманьский, Себастиан
Себа́стиан Шима́ньский (пол. Sebastian Szymański; род. 10 мая 1999, Бяла-Подляска, Люблинское воеводство) — польский футболист, полузащитник клуба «Фенербахче» и сборной Польши. Участник чемпионата мира 2022 и чемпионата Европы 2024.

## Карьера в клубах
Воспитанник польского клуба «Легия». В её академию попал в 14 лет. С 2016 года начал свои выступления за молодёжную команду. В сезоне 2016/17 стал подтягиваться к тренировкам с основным составом. 20 августа дебютировал в польском чемпионате в поединке против клуба «Арка», выйдя на замену на 75-й минуте вместо Ярослава Незгоды. Дебютировал в Лиге чемпионов в сезоне 2017/18 против финского ИФК «Мариехамн», выйдя на замену на 64-й минуте.

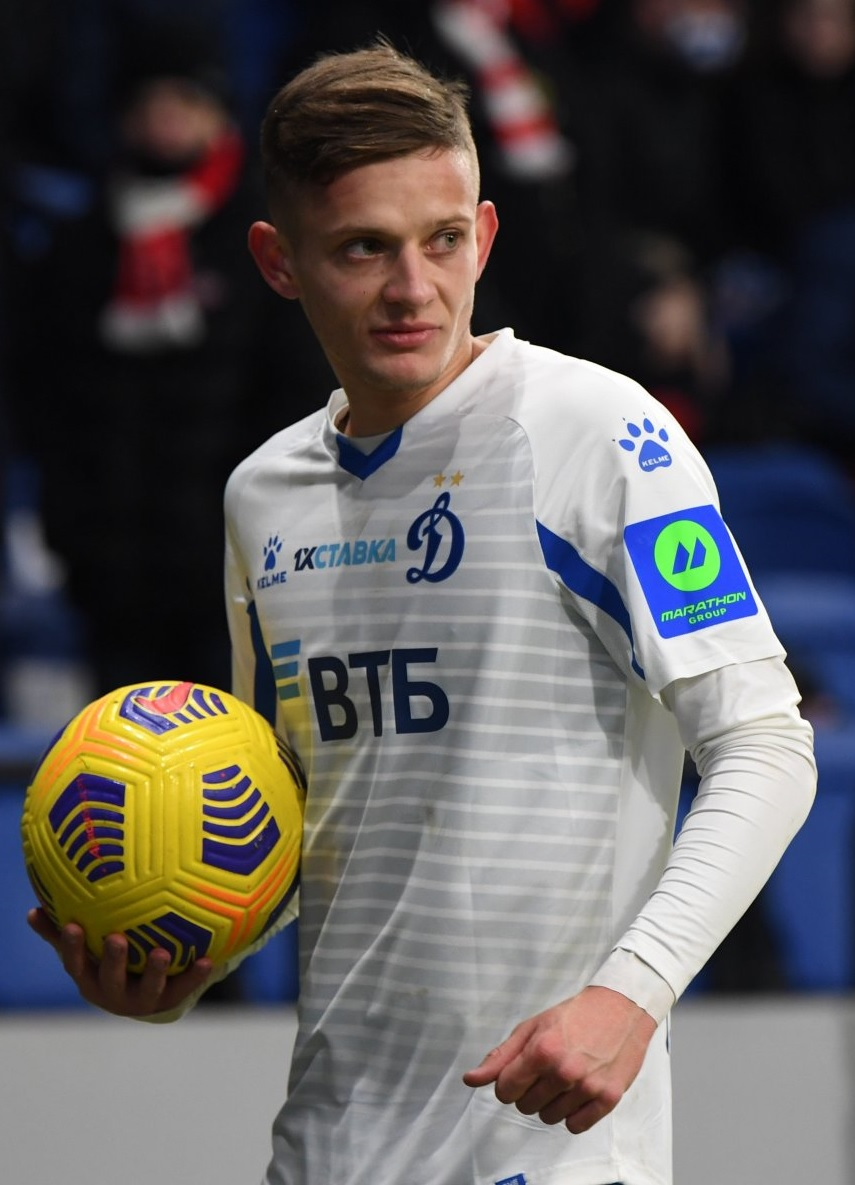
Шиманьский в составе «Динамо» в 2021

31 мая 2019 года подписал пятилетний контракт с «Динамо». В октябре был признан лучшим игроком месяца по версии болельщиков клуба. Дебютный гол забил 9 ноября в ворота «Рубина» (1:0). В июне 2021 года «Динамо» подписала новый 5-летний контракт с футболистом. Однако после окончания сезона и отпуска игрок не вернулся в Россию из-за политических взглядов.
12 июля 2022 года перешёл на правах аренды в нидерландский «Фейеноорд».
22 июля 2023 года перешёл в турецкий «Фенербахче», подписал четырёхлетний контракт.

## Карьера в сборной
Игрок юношеских сборных Польши различных возрастов. Принимал участие в отборочном турнире к чемпионату Европы 2016 среди юношей до 17 лет, к чемпионату Европы 2017 среди юношей до 19 лет.
Летом 2019 года был приглашён в сборную для участия в Чемпионате Европы среди молодёжных команд, который состоялся в Италии. В первом матче в группе против Бельгии (3:2) отличился голом на 79-й минуте.
9 сентября 2019 года в отборочном матчи ЛЕ 2020 против Австрии, дебютировал за основную сборную Польши, заменив на 70-й минуте матча Камила Гросицкого. 10 октября 2019 года в следующем матче за сборную против Латвии (0:3) отдал первую голевую передачу. Дебютный гол за сборную забил 19 ноября 2019 года в матче против Словении, матч закончился в пользу сборной Польши (3:2).

## Интересы
Любимый футболист — Илкай Гюндоган, любимый клуб — «Барселона». В свободное время предпочитает играть в Playstation.

## Достижения
«Фейеноорд»
- Чемпион Нидерландов: 2022/23